# 2.º Ejército (Imperio alemán)
El 2.º Ejército (en alemán: 2. Armee / Armeeoberkommando 2 / A.O.K. 2) fue un mando de nivel de ejército del Ejército Imperial Alemán en la I Guerra Mundial. Fue formado con la movilización de agosto de 1914 a partir de la III Inspección del Ejército. El ejército fue disuelto en 1919 durante la desmovilización después de la guerra.

## Historia
El 2.º Ejército durante la I Guerra Mundial luchó en el frente occidental y tomó parte en la ofensiva del Plan Schlieffen contra Francia y Bélgica en agosto de 1914. Comandado por el General Karl von Bülow, la misión del 2.º Ejército era apoyar el barrido del 1.º Ejército alrededor del flanco izquierdo del Ejército francés y rodear París, dando lugar a una rápida conclusión de la guerra. El 2.º Ejército puso sitio y tomó las fortalezas belgas en torno a Namur, y luchó contra el 5.º Ejército francés del General Charles Lanrezac en la batalla de Charleroi el 23-24 de agosto de 1914 y de nuevo en San Quentín el 29-30 de agosto de 1914.
El 2.º Ejército se llevó la peor parte del ataque Aliado en la batalla del Somme. Había crecido hasta el punto en que se tomó la decisión de dividirlo en dos ejércitos todavía poderosos. Entonces, el 1.º Ejército fue reformado el 19 de julio de 1916 a partir del ala derecha (septentrional) del 2.º Ejército. El antiguo comandante del 2.º Ejército, General de Infantería Fritz von Below, tomó el mando del 1.º Ejército y el 2.º Ejército tomó un nuevo comandante, el General de Artillería Max von Gallwitz.  Von Gallwitz también estaba instalado como comandante del Heeresgruppe Gallwitz-Somme para coordinar las acciones de ambos ejércitos en el Somme.
Una gran proporción del Ejército sería aniquilada durante la ofensiva conjunta anglo-francesa en el Somme.
Al final de la guerra servía como parte del Heeresgruppe Kronprinz Rupprecht.

### Orden de batalla, 30 de octubre de 1918
Para el final de la guerra, el 2.º Ejército estaba organizado como sigue:
| Ejército     | Cuerpo                  | División                              |
| ------------ | ----------------------- | ------------------------------------- |
| 2.º Ejército | 54.º Cuerpo (z.b.V.)    | 21.ª División de Reserva              |
| 2.º Ejército | 54.º Cuerpo (z.b.V.)    | 22.ª División                         |
| 2.º Ejército | 54.º Cuerpo (z.b.V.)    | 4.ª División                          |
| 2.º Ejército | 54.º Cuerpo (z.b.V.)    | 113.ª División                        |
| 2.º Ejército | 54.º Cuerpo (z.b.V.)    | 239.ª División                        |
| 2.º Ejército | 54.º Cuerpo (z.b.V.)    | 12.ª División de Reserva              |
| 2.º Ejército | 54.º Cuerpo (z.b.V.)    | División Jäger                        |
| 2.º Ejército | 54.º Cuerpo (z.b.V.)    | 185.ª División                        |
| 2.º Ejército | IV Cuerpo de Reserva    | 14.ª División                         |
| 2.º Ejército | IV Cuerpo de Reserva    | 58.ª División                         |
| 2.º Ejército | IV Cuerpo de Reserva    | 18.ª División de Reserva              |
| 2.º Ejército | IV Cuerpo de Reserva    | 30.ª División                         |
| 2.º Ejército | IV Cuerpo de Reserva    | 44.ª División de Reserva              |
| 2.º Ejército | 51.º Cuerpo (z.b.V.)    | 2.ª Brigada Ciclista                  |
| 2.º Ejército | 51.º Cuerpo (z.b.V.)    | 243.ª División                        |
| 2.º Ejército | 51.º Cuerpo (z.b.V.)    | 121.ª División                        |
| 2.º Ejército | 51.º Cuerpo (z.b.V.)    | 54.ª División                         |
| 2.º Ejército | 51.º Cuerpo (z.b.V.)    | 1.ª División de Reserva de la Guardia |
| 2.º Ejército | 51.º Cuerpo (z.b.V.)    | 22.ª División de Reserva              |
| 2.º Ejército | Bajo mando del Ejército | 17.ª División de Reserva              |

## Comandantes
El 2.º Ejército tuvo los siguientes comandantes durante su existencia.
| Desde                    | Comandante                                  | Previamente                                         | Posteriormente              |
| ------------------------ | ------------------------------------------- | --------------------------------------------------- | --------------------------- |
| 2 de agosto de 1914      | Generaloberst Karl von Bülow                | III Inspección del Ejército (III. Armee-Inspektion) | Ataque al corazón, retirado |
| 27 de enero de 1915      | Generalfeldmarschall Karl von Bülow         | III Inspección del Ejército (III. Armee-Inspektion) | Ataque al corazón, retirado |
| 4 de abril del 1915      | General de Infantería Fritz von Below       | XXI Cuerpo                                          | 1.º Ejército                |
| 19 de julio de 1916      | General de Artillería Max von Gallwitz      | Grupo de Ataque Oeste                               | 5.º Ejército                |
| 17 de diciembre de 1916  | General de Caballería Georg von der Marwitz | VI Cuerpo                                           | 5.º Ejército                |
| 22 de septiembre de 1918 | General de Infantería Adolph von Carlowitz  | 9.º Ejército                                        |                             |